# René-Paul Victoria
Pour les articles homonymes, voir Victoria.
 (août 2019).
Si vous disposez d'ouvrages ou d'articles de référence ou si vous connaissez des sites web de qualité traitant du thème abordé ici, merci de compléter l'article en donnant les références utiles à sa vérifiabilité et en les liant à la section « Notes et références ».
René-Paul Victoria, né le 27 août 1954 à Sainte-Suzanne (La Réunion), est un homme politique français.
Membre du RPR, de l’UMP puis de LR, il est maire de Saint-Denis de 2001 à 2008 et député de La Réunion de 2002 à 2012.

## Parcours politique
Candidat aux élections législatives de 1997, il devance le candidat investi par le RPR et l'UDF, Jean-Jacques Morel, et perd au second tour face à Michel Tamaya (PS). Avec 16 000 voix, il réalise toutefois le meilleur score d'un candidat de droite à La Réunion depuis 1989. Il est déclaré inéligible en 1998 par le Conseil constitutionnel pour une durée d'un an.
Aux élections municipales de 2001 à Saint-Denis, il conduit la liste « Mieux vivre à Saint-Denis » et plaide pour que tous les quartiers de la ville soient dotés d'équipements de proximité. Sa liste l'emporte dès le premier tour avec plus de 51 % des suffrages, contre le maire sortant Michel Tamaya. Il met en place une politique active de construction d'équipements avec le gymnase de La Montagne, la salle omnisports du Bois de Nèfles ou la piscine de La Source. Contesté par ses alliés au sein du conseil municipal, sa majorité se divise rapidement.
Le 1er janvier 2002, il achète symboliquement quelques litchis sur un marché réunionnais immédiatement après minuit et devient ainsi la première personne à utiliser l'euro sous sa forme liquide grâce au décalage horaire dont bénéficie l'île par rapport au reste de la zone euro.
Toujours opposé à Michel Tamaya, il est élu député dans la première circonscription de La Réunion le 16 juin 2002, pour la XIIe législature (2002-2007), avec plus de 58 % des voix.
Soutenu par Jean-Luc Poudroux, maire de Saint-Leu, il devient le 31 août 2005, après le désistement de son concurrent, le premier président du comité départemental de l'UMP de La Réunion.
Dans le cadre de l'élection présidentielle de 2007, il est nommé mandataire du candidat Nicolas Sarkozy dans l'île et investi de fait comme candidat de l'UMP dans la première circonscription pour les élections législatives. Le 17 juin 2007, il est réélu député de la première circonscription de La Réunion face au socialiste Gilbert Annette, avec 51,5 % des suffrages.
Sa liste est en revanche battue par celle de Gilbert Annette au second tour des élections municipales de 2008, rassemblant 46,2 % des voix. Cette défaite peut s'expliquer par l'alliance entre Gilbert Annette et deux dissidents de l'UMP.
Il quitte l'UMP et son groupe parlementaire à l'Assemblée nationale en 2008, après la réélection de Nassimah Dindar à la tête du conseil général de La Réunion par une coalition allant de la gauche aux divers droite. Avec Didier Robert, Michel Fontaine et Jean-Luc Poudroux, il participe en octobre 2008 à la création d'Objectif Réunion (OR). Il revient deux ans plus tard à l'UMP.
Le 26 mai 2009, il remet au Premier ministre François Fillon un rapport sur le revenu de solidarité active (RSA) et le contrat unique d'insertion (CUI), dans lequel il préconise 21 mesures sur la base desquelles est créé le RSA le 1er janvier 2011.
Candidat à sa réélection, investi par l'UMP, aux élections législatives de 2012, il est éliminé au premier tour du scrutin, devancé de 264 voix par la candidate centriste Nassimah Dindar.
À l'occasion des élections municipales de 2014 à Saint-Denis, il conduit la liste de l'UMP au côté de son ancienne adversaire Nassimah Dindar, présidente de la fédération locale de l'UDI, contre Michel Lagourgue, officiellement investi candidat de l'UDI par Jean-Louis Borloo. Battu par Gilbert Annette, il est déclaré inéligible en 2016 et perd son mandat de conseiller municipal.
Retiré de la vie politique après son inéligibilité en 2016, il brigue son ancien siège de député dans la première circonscription de La Réunion lors des élections législatives anticipées de 2024. Il est le seul candidat officiellement investi par Les Républicains pour ce scrutin à La Réunion. Il arrive en troisième position au premier tour avec 13,7 % des suffrages exprimés.

## Prises de position
Catholique pratiquant, il s'oppose à l'adoption du projet de loi relatif au mariage homosexuel et à l'adoption homoparentale.

## Détail des mandats et fonctions

### À l’Assemblée nationale
- 19 juin 2002 – 19 juin 2012 : député de la première circonscription de La Réunion.

### Au niveau local
- 14 mars 1983 – 19 mars 1989 : adjoint au maire de Saint-Denis.
- 20 mars 1989 – 18 mars 2001 : conseiller municipal de Saint-Denis.
- 21 juin 1993 – 15 mars 1998 : conseiller régional de La Réunion.
- 23 mars 1998 – 4 octobre 2002 : vice-président du conseil général de La Réunion.
- 18 mars 2001 – 22 mars 2008 : maire de Saint-Denis.
- 22 mars 2008 – 24 juin 2016 : conseiller municipal de Saint-Denis.